# Olle Elgenmark
Olle Elgenmark, född 22 februari 1936 i Maria Magdalena församling på Södermalm i Stockholm, död 24 december 2016 i Norrköping, var en svensk organist och tonsättare.

## Uppväxt och utbildning
Elgenmark var son till överläkaren med. dr Olof Alfred Elgenmark (1908–1972) och fil. mag. Elsa Judith Hellsing (1908–1937). Då modern dog när Elgenmark var endast ett år, lämnade den medicinstuderande fadern sonen att växa upp hos morföräldrarna på Lidingö. Morfadern var ingenjör på Bolinders och i hemmet var musiken ständigt närvarande. 1958 gifte sig Elgenmark med Agneta Ström. Olle Elgenmark blev far till tre barn.
När Elgenmark var liten tvingades han till pianolektioner. Under konfirmationstiden väcktes dock intresset för orgelmusik och det resulterade i orgellektioner. Som elev på Östra Real fick han spela på den stora skolorgeln 15 minuter i veckan. I en tidningsintervju vittnar Elgenmark om följande händelse: När han tog orgellektioner för musikdirektören och organisten i Engelbrekts församling Henry Lindroth lär denne ha frågat: Nå, vad ska herr Elgenmark bli då? – Jag ska bli ingenjör, svarade grabben. – Det ska ni inte alls, ni ska bli organist och inget annat, dundrade direktören". Efter utbildningen på Musikaliska Akademien i Stockholm (nuvarande Kungliga Musikhögskolan) där han studerade orgelspel för Alf Linder och harmonilära för Henry Lindroth tog Elgenmark organistexamen 1959, högre kantorsexamen 1965 och högre musiklärarexamen 1966 vilket renderade honom titeln musikdirektör.

## Stockholmstiden
Elgenmark var 1959–1964 församlingsmusiker i Solna samt 1965–1968 organist i Engelbrekts (Hjorthagens) församling  där han uppförde egna tonsättningar för orgel, kör, solister och orkester. Dessutom tjänstgjorde han och konserterade i andra kyrkor; en tidig konsert innan han var 20 år fyllda höll Elgenmark i Sankt Johannes kyrka med verk av Frescobaldi, Scheidt, Buxtehude och Bach. Elgenmark besökte ofta kyrkorna i Stockholm för att studera de stora organisterna som var verksamma på 50-talet, som t. ex. Otto Olsson, Oskar Lindberg och Waldemar Åhlén. Som ung student fick han tillträde till orgelläktaren för att se när professor Otto Olsson, giganten på Odenplan, spelade på sin orgel i Gustaf Vasa kyrka. Otto Olssons spelsätt gjorde stort intryck på den unge Elgenmark. 1963 fick han vikariera för Otto Olssons efterträdare och kom i kontakt med den store orgelgigantens noter, "fullskrivna med professorns kraftiga stil". Elgenmark hade själv en erkänt vacker notkalligrafi, framställd med reservoarpenna.

## Kompositioner och inspiration
Elgenmarks kompositioner består av hundratals större och mindre verk, det vill säga ett antal koralbundna orgelverk, solo- och körsånger, kantater, arrangemang med mera. Under sin tid som organist i Stockholmstrakten såväl som i Norrköping verkade han under knappt två decennier även som körledare. Då skrev han bruksmusik anpassad till sina körer i många tonsättningar till kyrkoårets helgdagar. Och "med sina sex ytterst välskrivna och omfångsrika orgelsymfonier framstår Olle Elgenmark som vår främste orgelsymfoniker" enligt Ralph Gustafsson, professor i orgel vid Kungliga Musikhögskolan i Stockholm. "Som kompositör intar Olle Elgenmark en särskild ställning i den svenska tonsättarkåren. Hans tonspråk är en vidareutveckling av Otto Olssons romantiska orgelklangidiom", skrev kollegan Henric de Koster i Norrköpings Tidningar 1996. Professorn i orgelspel vid Det Kongelige Danske Musikkonservatorium och ledamoten i Kungliga Musikaliska Akademien Hans Fagius beskriver också att Elgenmarks "musikaliska stil helt och fullt bygger "på den senromantiska, orkestralt inspirerade traditionen med förebilder som Otto Olsson, César Franck, Louis Vierne, Max Reger och – inte minst – Sigfrid Karg-Elert, men också till exempel Sergei Rachmanninov eller Edward Elgar."

### Orgelsymfonier
Den första av Elgenmarks orgelsymfonier, A Carillon Symphony, går i Ess-dur och beställdes av Otto Olssons efterträdare och Stadshusorgelns organist Åke Levén (Ralph Davier) för en planerad invigning av den om- och tillbyggda orgeln i Blå hallen i Stockholms stadshus. Symfonien skrevs 1972–1973, och uruppförandet skulle ha ägt rum vid ovannämnda invigningshögtid, som emellertid aldrig blev av, då orgeln krånglade redan på invigningen av den i augusti 1973. Åke Levén uruppförde symfoniens andra sats, Adagio, vid en konsert i Royal Albert Hall, London i september 1973. Hela symfonin är ca 45 minuter lång. Adagiot ur Carillon Symphony, som också kallats Klockspelssymfonin, har spelats i Sveriges Radio P2.
Elgenmark har i intervjuer berättat hur han gått tillväga i komponerandet. "Det börjar ofta med en liten idé, ett kort infall. Sedan får man se vad man kan göra av det, säger han och pratar om att 'se ett temas inneboende möjligheter'". Bach är en musikalisk förebild. Temat till den andra orgelsymfonin, Sinfonia Breve från 1975, kom till när Elgenmark väntade på en järnvägsstation i London. Det hade varit ett bombattentat vid Victoria station  och passagerarna blev fördröjda för att de skulle visiteras. "Det var då Sinfonia Breve kom till". Den recenserades som "ett stycke av god kvalitet" under Svensk orgelfestival 1995 i Stockholm. "Elgenmarks musik är högromantisk och orkestral och visst flirtar kompositören ibland med impressionistiska klanger som rentav doftar lite jazz."  Överlag kan man uppleva en viss "mystisk tidlös melankoli i denna musik" skrev musikdirektören och kritikern Michael Bruze  efter att Nils Larsson, organist i Högalidskyrkan i Stockholm, uppförde den andra orgelsymfonin 2014. Symfonin är ca 20 minuter lång och har spelats i radio P2. Den 25 juni 2023 spelade David Löfgren Elgenmarks andra orgelsymfoni i Westminster Abbey i London.
Inledningsmotivet till den tredje orgelsymfonin, Symphonie élégiaque i E-moll, kom till 1972, men det skulle dröja ända till 1990 innan verket var färdigkomponerat. Här utmärker sig den andra satsen Sarabande, "med ljusa och mörka klangfärger" /.../  "musik med innerlighet och värme utan att därför röja ett spår av prövande sentimentalitet".  Symfonin är ca 35 minuter lång och har spelats i radio.
Den fjärde orgelsymfonin, A Festival Symphony i A-dur, skrevs till återinvigningen av Matteus kyrkas orgel efter renoveringen 1990–92 av orgelbyggaren Kenneth James & Son efter design av Elgenmark själv. Elgenmark sökte tjänsten i Matteus kyrka i Norrköping 1968 för där fanns ett "kalasinstrument" som en studiekamrat hade tipsat om, men den var i behov av renovering. Så när nya orgeln i samband med Matteus kyrkas 100-årsjubileum invigdes den 23 februari 1992 skulle den visas upp i all sin prakt med en nyskriven symfoni. Professor Hans Fagius spelade en något förkortad Festival Toccata ur den fjärde symfonin under festivalen Norrköpingsljud 2015 och beskrev musiken på följande sätt: "Satsen inleds som en typisk fransk orgeltoccata med figurationer i händerna över ett pedaltema som sedan blir föremål för omfattande bearbetning. Som kontrast kommer i mitten ett mer stilla avsnitt med tydliga drag av svensk nationalromantik. Efter en längre överledning där huvudtemat behandlas med olika polyfona medel återkommer så den inledande toccatan, nu följt av en kort kanon mellan pedal och överstämma, innan verket slutar med ett överdådigt tutti." Symfonin är ca 45 minuter lång och har också spelats i radio.
Den femte orgelsymfonin, Retrospection (1977–2002) i G-moll, anspelar på en samling med engelsk orgelmusik från 50-talet, liksom på det första stycket i samlingen, "Retrospection" av Harold E. Darke. Symfoniens tre satser är en ouverture i sonat-form, en passacaglia och en stor fuga, och alltsammans emanerar ur det klassiska fugatemat, dvs symfonin är monotematisk (har bara ett tema) liksom den sjätte orgelsymfonin  Enigma (1995–2001) i C-dur.
Sex orgelsymfonier kom Elgenmark att skriva, samt en sjunde symfoni påbörjades de sista åren med en sats med en kvadrupelfuga (en fuga på fyra teman). Satsen uruppfördes efter Elgenmarks död av organisten Mark Falsjö i Sankt Johannes kyrka i Norrköping den  26 februari 2017.

### Juloratorium
En särställning i Elgenmarks tonsättande intar hans magnum opus juloratoriet Ordet vart kött, som skrevs under åtta år, nämligen mellan 1973 och 1981. Tonsättningen är skriven för kör, sopran- tenor- och bassoli, recitativ och symfoniorkester. Dessutom ingår församlingssång i kända julmelodier, vilket "torde vara originellt". Finalen är en så kallad kvadrupelfuga. "Många trippelfugor är kända men det är sällsynt med qvadruppelfugor i musiklitteraturen". Uruppförandet skedde i Matteus kyrka i Norrköping 10 januari 1982, dirigent var musikdirektör Hans Zimmergren. Sopransolist var Inger Samuelsson (Inger Wahlström) som 1981–1982  gjorde stor succé som Eliza i My Fair Lady med fina recensioner i lokal- och rikspress. Solistpartierna komponerades just med tanke på hennes röst.
I en radiointervju för Radio Östergötland den 20 januari 1982 nämnde Elgenmark följande inspirationskällor till sitt oratorium: "Så vitt jag vet själv så har jag inspirerats mycket av engelsk körmusik, den anglikanska traditionen och en viss impressionistiskt färgad kyrkomusik just på det engelska området. Jag kan nämna en kompositör som Herbert Howells /.../ som har betytt väldigt mycket för mig."
Efter uppförandet av oratoriet i S:t Olai kyrka i Norrköping julen 2003, under ledning av dirigenten Sara Michelin, skrev musikkritikern Reidar Sunnerstam: "Olle Elgenmarks tonspråk är varierat och mångfacetterat. Han har en rik melodisk skaparådra och visar en viss förankring i romantisk harmonik. Ibland får man associationer till Max Regers harmoniska kromatik. Etiketter är i och för sig onödiga: det rör sig om i bästa mening vacker, intagande musik med personlig profil". Uppmärksammat köravsnitt är O, soluppgång, en bearbetning av medeltida antifoner.  Senast uppfördes Elgenmarks juloratorium under ledning av dirigenten och organisten David Löfgren i  S:t Olai kyrka i Norrköping 2013.

## Musikstil
Sammanfattningsvis kan sägas att det som utmärker Elgenmarks stil är "ett utsökt kontrapunktiskt handlag, färgrik harmonik, ett klart formspråk och säker instrumentbehandling". Att han alltid höll på sina romantiska ideal, oavsett rådande -ismer inom orgelmusiken, och tidigt utmanade med att spela tonsättare av romantisk musik som t. ex. Guilmant och Widor som på 60-talets ansågs dekadenta och omöjliga att spela gör att han idag framstår närmast som en pionjär på nyromantikens område och har fått många efterföljare. På frågan om vad som kännetecknar hans stil svarade Elgenmark i en intervju vid sin  pensionering att "det är nog harmoniken, att det finns ett femstämmigt tänkande, något utöver treklangen, en påbyggnad" och att han tagit intryck av sina "husgudar César Franck, Oskar Lindberg och Sigfrid Karg-Elert och en blandning av lite kyrkotonarter, senromantik och försiktig impressionism".

## Repertoar och improvisation

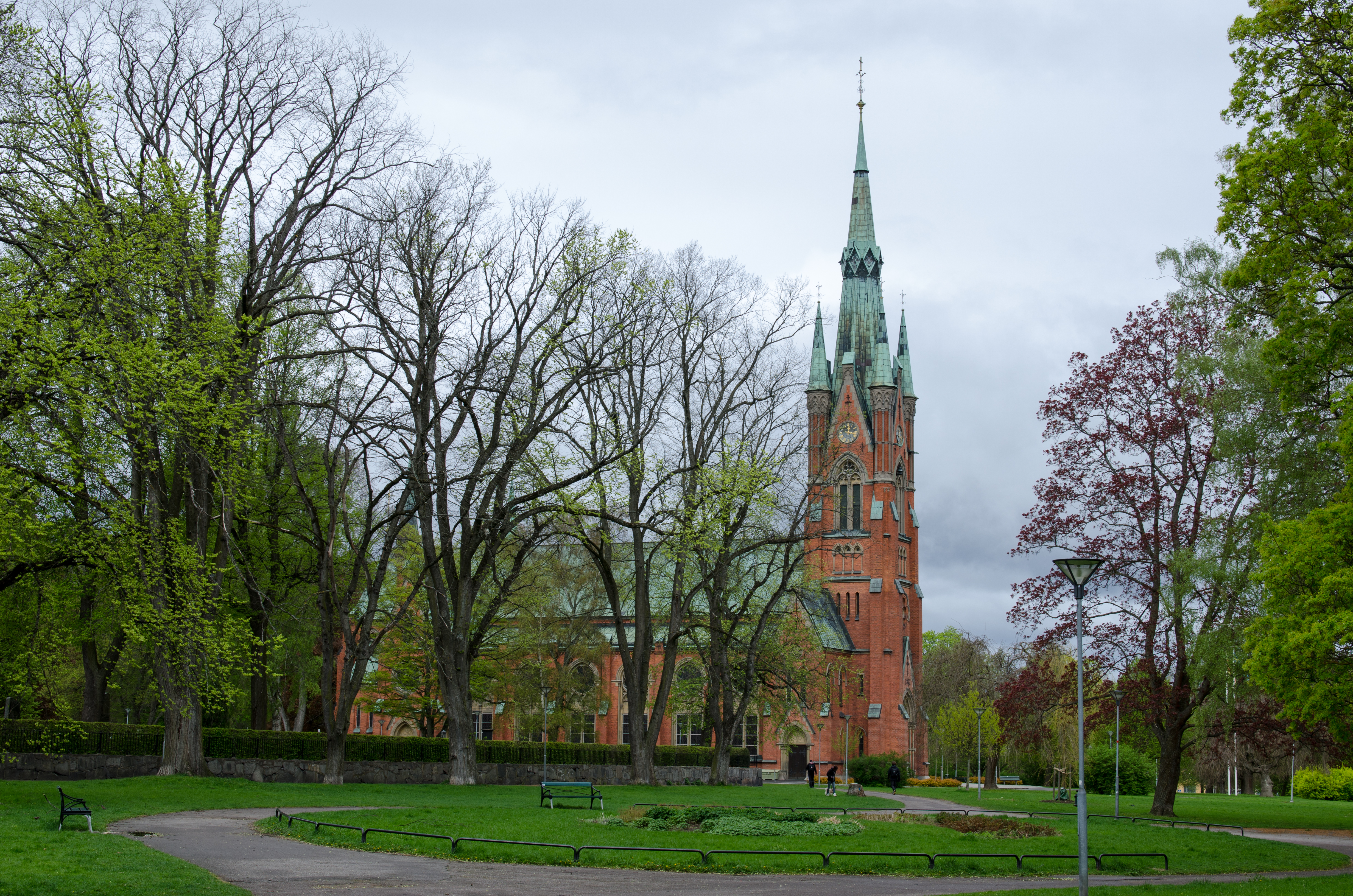
Matteus kyrka 2012

Elgenmark spelade sina egna och andra kompositörers orgelverk i Sveriges Radio P2 under 80- och 90-talen. På katedralorgeln i  Matteus kyrka i Norrköping, där Elgenmark tjänstgjorde från 1968 och fram till sin pensionering, höll han varje vecka i 27 år orgelkonserter då han framförde en bred orgelrepertoar. Det var bland annat "de stora Bachverken, sonater av Rheinberger, symfonier av Widor, Otto Olssons jättelika Credosymfoni, musik av svenska romantiker samt egna verk." Elgenmarks improvisationskonst var särskilt stor, speciellt hans koralpreludier var mycket uppskattade, skrev Elgenmarks mångåriga kantorskollega Cathrine Lundberg i en runa. In i det sista komponerade han och färdigställde orgelmusik över 72 koraler. Professor Hans Fagius beskriver dessa i sitt konsertprogram från Norrköpingsljud 2024, där han uppförde två av dessa 72 koralimprovisationer: De är "ofta stort och komplext uppbyggda fantasier över psalmmelodier som följer hela Den Svenska Psalmbokens uppbyggnad, en samling som man nog kan säga saknar motstycke inom svensk orgelmusik. Hans val av lite äldre koraler visar på hans djupa förtrogenhet med klassisk kyrklig tradition."  Elgenmark hade på sin 80-årsdag hunnit till opustalet 47. Han är begravd på Matteus kyrkogård i Norrköping.

## Verk efter instrumentation

### Orgelsymfonier
- Orgelsymfoni nr 1, Ess-dur, A Carillon Symphony, komp. till orgeln i Stockholms stadshus 1973 (1971–1972) op. 19
- Orgelsymfoni nr 2, D-moll, Sinfonia breve (1973–1975) op. 26
- Orgelsymfoni nr 3, E-moll, Symphonie élégiaque (1973–1990) op. 35
- Orgelsymfoni nr 4, A-dur, A Festival Symphony, komp. till återinvigningen av orgeln i Matteus kyrka i Norrköping 1992 (1990–1992), op. 38
- Orgelsymfoni nr 5, G-moll, Retrospection (1977–2002) op. 40
- Orgelsymfoni nr 6, C-dur, Enigma (1995–2001) op. 41
- Orgelsymfoni nr 7, B-moll, (ofullbordad) en färdigställd sats är en kvadrupelfuga, tänkt som Final

### Övriga verk för orgel
- Gud ej sitt tryckta barn förgäter, koralpartita för orgel (1953–1954) op. 1
- Befall i Herrens händer, koralvariationer (i neoklassisk anda) för orgel, (komp 1956–57, rev. 1958) op. 3
- Två bröllopsstycken för orgel: Andante solenne (1958) Bröllopsmusik (1960) op. 4 nr 1
- Tre orgelkoraler: Vad ljus över griften, När världens hopp förtvinat stod och Härlig är jorden (1957, 1961) op. 4 nr 2
- Koralvariationer för orgel över I denna ljuva sommartid (1961) op. 5 nr 1
- Koralvariationer för orgel över Sorgen och glädjen, de vandra tillsammans (1961) op. 5 nr 2
- Koralvariationer för orgel över En herrdag i höjden (1961) op. 6 nr 1
- Den blomstertid nu kommer, liten koralpartita för orgel (1953, 1964) op. 6 nr 2
- Fantasi och dubbelfuga för orgel över två melodier I himmelen, i himmelen (1962, 1963) op. 7
- Lova vill jag Herran, Herran, koralfantasi, introduktion och dubbelfuga för orgel (1963) op. 8
- Festal Voluntary in E-major for organ (Festpreludium) (1970) op. 17
- Orgelfuga i D-moll över ett tema (Kattduetten) av Rossini
- Four Voluntaries for organ: Gavotte in the style of E.H. Thiman (1986-1990) op. 33 nr 1: Pastorale op. 33 nr 2; Adagio op. 33 nr 3; Allegro Energico op. 33 nr 4
- Trois Marches: Marche de fête (1987) Marche réligieuse, Marche pontificale (ofullbordade) op. 34
- The knobs and pipes forever, Festival March for Organ, Humoresk (1990–1992) op. 36
- Six Preludes, Intrada (Festpolonäs) Andante in F, Gavotte No 2, Pastorale, Scherzetto, Finale (ofullbordade) op. 37
- A Christmas rhapsody, Julrapsodi för orgel över välkända psalmer och sånger (1994) op. 39
- Gustaf Adolfsdagen, nostalgisk fantasi för orgel tillägnad Erik Erling in memoriam (1996, 1999) op. 42
- Om sommaren sköna, nostalgisk fantasi för orgel, variationer över en folkvisa från Dalarna (2000) op. 43
- 72 Koralimprovisationer: Koralfantasier, koralbearbetningar i Karg-Elerts anda och efterföljd, i olika stilar, former och tekniker, såsom klassiska orgelkoraler, toccator, passacaglior, symfoniska stycken och konsertfantasier (2000–2011) op. 45-47
- Luther, sex meditationer för orgel i Otto Mallings anda och efterföljd, en pendang till dennes svit Paulus, en orgelmässa med Kyrie, Gloria, Credo, Sanctus, Agnus Dei, som bygger på koraler av Luther respektive från hans tid
- Orgelsviten Six Sketches from the Lake of One, Suite Humoresque, homage to Karg-Elert: Morning Meditation, The Soul of the Cottage, Midsummer Melancholy, Cat´s Fugue, St Lambert´s Hymn to the Moon, The rising water

### Verk för soloröst och orgel
- Två psalmer för soloröst och orgel: Davids 121:a psalm: Jag lyfter mina ögon, Davids 23:e psalm: Herren är min herde (1966), op. 11
- Davids 42:a Psalm för sopran och stor orgel (1975) op. 24
- Davids 84:e Psalm: Huru ljuvliga äro icke dina boningar, Herre Sebaoth, symfonisk meditation för sopran och stor orgel (1975) op. 25
- Sånger om Evigheten för soloröst och orgel: Din boning, Herre, är ett ljuvligt hem, Högt i himlens sälla boning (båda till texter ur finlandssvenska psalmboken) Jag kommer av ett brusand´ hav, Bortom tidens dunkla vågor, text Gps 838:2-3, I himmelen sjunger kring Lammets tron, text: Paul Nilsson, ur finlandssvenska psalmboken (1977) op. 29
- Sånger för en röst och orgel: Ett har jag begärt av Herren (Psalt. 27:4-6) (2000) Hur dyrbar är icke din nåd (Psalt. 36) (2000) op. 44

### Verk för soli, kör och orgel
- Kantat vid Farsta församlings tillkomst, Nyårsdagen 1957 för soli, kör och orgel (1956) op. 2 nr 1
- Min själ, du måste nu glömma, koralkantat för soli, kör och symfonisk katedralorgel (1972) op. 18
- Två hymner: Lovad vare Herren (Psalt. 68), Veni Sancte Spiritus för sopransolo, blandad kör och orgel (1973) op. 23
- Två Anthems för solo, kör och orgel: Jag vill lova Gud med sång och Sanningen, i den vi fria göras, text ur finlandssvenska psalmboken (1975) op. 27
- Gläd er i Herren alltid (Olles Bell Anthem till firandet av NT 81) för solo, kör och orgel (1981) op. 31

### Körverk och orgel
- Veni Sancte Spiritus, hymn för blandad kör och orgel (1963) op. 9 nr 1
- Tre koralbearbetningar för blandad kör och orgel: Oändlige, o du vars hand (sopransolo) Lovsjungen Herren (sopran) Ett barn är fött på denna dag (1965) op. 9 nr 2
- Fem koralbearbetningar för damkör (barnkör) och orgel: Denna är den stora dagen (egen melodi 1965); Så skön en väg ej finns på jord, Omkring ditt Ord, o Jesu, I stilla Fastetider och Du bar ditt kors (1969) op. 16
- Fyra sånger för barnkör och orgel: Nu strålar söndagssol från sky, Till templet Jesusbarnet kom, Herren är min herde god och Lovsjungen, alla länder, Gud (1969–1971) op. 21 nr 1

### Körverk
- Två sånger för blandad kör: En dunkel örtagård jag vet, text: Gps 267, I denna signade juletid, text: C.G. Hellsing (1956) op. 2 nr 2
- Fem sånger för blandad kör a cappella (1966) op. 12
- Fem hymner för blandad kör a cappella: Dig kläd i helighetens skrud; Upp Sion, att prisa och lova din Gud; Om icke vetekornet dör; När ingen dager ögat skådar; Så Gud all världen älskat har (1969–1972) op. 22
- Himmelriket liknas vid tio jungfrur, körsvit över en Dalakoral (1972) op. 21 nr 2
- Tantum ergo Sacramentum; O Esca viatorum, latinska hymner för kör a cappella (1976 ) op. 32

### Verk för soli, kör, orgel och orkester
- Adventskantat för barytonsolo, kör, orkester, harpa och orgel (1965 bearb. 1967, 1970) op. 10
- Hymnus ad Sanctam Trinitatem, komposition för kör, orgel, orkester och harpa, komp. till Hjorthagskyrkans återöppnande (1967) op. 13
- Ur djupen ropar jag (text: Psalt 130) aria för bas med orkester, Marias begrundan (Psalt 45, Ords 8) aria för sopran med orkester, Stå upp, var ljus (ur Jes. 60) trippelfuga för kör med soli och orkester, (överskottsmaterial från Juloratoriet) (1973-1981) op. 30 nr 2
- Missa Brevis för kör och orkester: Kyrie – Gloria – Sanctus – Agnus Dei (överskottsmaterial från Juloratoriet) (1973–1981) op. 30 nr 3

### Verk för soli, kör, orgel och violin eller trumpet
- Två koralkantater för soli, kör, orgel och violin: Den kärlek du till världen bar, Gud är här tillstädes (1966–1967) op. 14
- Påskhymn, text GPs 107, för blandad kör, trumpet och orgel (1967) op. 15
- Psalmer för kör, församlingssång, orgel och i förekommande fall andra instrument (1969–72) op. 20

### Oratorium
- Juloratoriet Ordet vart kött för soli, kör, symfoniorkester, harpa, orgel, recitation och församlingssång (1973–1981, rev. 2003) op. 30 nr 1

## Verk efter opusnummer
- Gud ej sitt tryckta barn förgäter, koralpartita för orgel (1953–1954) op. 1
- Kantat vid Farsta församlings tillkomst, Nyårsdagen 1957 för soli, kör och orgel (1956) op. 2 nr 1
- Två sånger för blandad kör: En dunkel örtagård jag vet, text: Gps 267, I denna signade juletid, text: C.G. Hellsing (1956) op. 2 nr 2
- Befall i Herrens händer, koralvariationer (i neoklassisk anda)  för orgel, (komp 1956–57, rev. 1958) op. 3
- Två bröllopsstycken för orgel: Andante solenne (1958) Bröllopsmusik (1960) op. 4 nr 1
- Tre orgelkoraler: Vad ljus över griften, När världens hopp förtvinat stod och Härlig är jorden (1957, 1961) op. 4 nr 2
- Koralvariationer över I denna ljuva sommartid (1961) op. 5 nr 1
- Koralvariationer över Sorgen och glädjen, de vandra tillsammans (1961) op. 5 nr 2
- Koralvariationer över En herrdag i höjden  (1961) op. 6 nr 1
- Den blomstertid nu kommer, liten koralpartita för orgel (1953, 1964) op. 6 nr 2
- Fantasi och dubbelfuga för orgel över två melodier I himmelen, i himmelen (1962, 1963) Sv Ps 169, op. 7
- Lova vill jag Herran, Herran, koralfantasi, introduktion och dubbelfuga för orgel (1963) op. 8
- Veni Sancte Spiritus, hymn för blandad kör och orgel (1963) op. 9  nr 1
- Tre koralbearbetningar för blandad kör och orgel: Oändlige, o du vars hand (sopransolo) Lovsjungen Herren (sopran) Ett barn är fött på denna dag (1965) op. 9 nr 2
- Adventskantat för barytonsolo, kör, orkester, harpa och orgel (1965 bearb. 1967, 1970) op. 10
- Två psalmer för soloröst och orgel: Davids 121:a psalm: Jag lyfter mina ögon, Davids 23:e psalm: Herren är min herde (1966) Den senare tillägnad Agneta Elgenmark, op. 11
- Fem sånger för blandad kör a cappella (1966) op. 12
- Hymnus ad Sanctam Trinitatem, text: A. Adell, komposition för kör, orgel, orkester och harpa, komp. till Hjorthagskyrkans återöppnande (1967) op. 13
- Två koralkantater för soli, kör, orgel och violin: Den kärlek du till världen bar, Gud är här tillstädes (1966-1967) op. 14
- Påskhymn, text GPs 107, för blandad kör, trumpet och orgel (1967) op. 15
- Fem koralbearbetningar för damkör (barnkör) och orgel: Denna är den stora dagen (egen melodi 1965), Så skön en väg ej finns på jord, Omkring ditt Ord, o Jesu, I stilla Fastetider och Du bar ditt kors (1969) op. 16
- Festal Voluntary in E-major (Festpreludium) (1970) op. 17
- Min själ, du måste nu glömma, koralkantat för soli, kör och symfonisk katedralorgel (1972) op. 18
- Orgelsymfoni nr 1, Ess-dur, A Carillon Symphony (1971–1972) Tillägnad Ralph Davier, op. 19
- Fuga i D-moll över ett tema (Kattduetten) av Rossini
- Några av kyrkoårets gradualpsalmer för kör, församlingssång, orgel och i förekommande fall andra instrument (1969–72) op. 20
- Fyra sånger för barnkör och orgel: Nu strålar söndagssol från sky, Till templet Jesusbarnet kom, Herren är min herde god och Lovsjungen, alla länder, Gud (1969–1971) op. 21 nr 1
- Himmelriket liknas vid tio jungfrur, körsvit över en Dalakoral (1972) op. 21 nr 2
- Fem hymner för blandad kör a cappella: Dig kläd i helighetens skrud; Upp Sion, att prisa och lova din Gud; Om icke vetekornet  dör; När ingen dager ögat skådar; Så Gud all världen älskat har (1969–1972)  op. 22
- Två hymner komp. till kyrkoherde Ingmar Wingrens installation i Matteus kyrka 1973: Lovad vare Herren (Psalt. 68), Veni Sancte Spiritus för sopransolo, blandad kör och orgel (1973) op. 23
- Davids 42:a Psalm för sopran och stor orgel (1975) op. 24
- Davids 84:e Psalm: Huru ljuvliga äro icke dina boningar, Herre Sebaoth, symfonisk meditation för sopran och stor orgel (1975) op. 25
- Orgelsymfoni nr 2, D-moll, Sinfonia breve (1973–1975) Tillägnad Ralph Gustafsson, op. 26
- Två Anthems för solo, kör och orgel: Jag vill lova Gud med sång och Sanningen, i den vi fria göras, text ur finlandssvenska psalmboken (1975) op. 27
- Sånger om Evigheten för soloröst och orgel: Din boning, Herre, är ett ljuvligt hem, Högt i himlens sälla boning (båda till texter ur finlandssvenska psalmboken) Jag kommer av ett brusand´ hav, Bortom tidens dunkla vågor, text Gps 838:2-3, I himmelen sjunger kring Lammets tron, text: Paul Nilsson, ur finlandssvenska psalmboken (1977) op. 29
- Juloratoriet Ordet vart kött  för soli, kör, symfoniorkester, harpa, orgel, recitation och församlingssång (1973–1981, rev. 2003) op. 30 nr 1
- Ur djupen ropar jag (text: Psalt 130) aria för bas med orkester, Marias begrundan (Psalt 45, Ords 8) aria  för sopran med orkester, Stå upp, var ljus (ur Jes. 60) trippelfuga för kör med soli och orkester, (överskottsmaterial från Juloratoriet) (1973-1981) op. 30 nr 2
- Missa Brevis för kör och orkester: Kyrie – Gloria – Sanctus – Agnus Dei  (överskottsmaterial från Juloratoriet) (1973–1981) op. 30 nr 3
- Gläd er i Herren alltid (Olles Bell Anthem till firandet av NT 81) för solo, kör och orgel (1981) op. 31
- Tantum ergo Sacramentum; O Esca viatorum, latinska hymner för kör a cappella (1976, senare rev. ) op. 32
- Four Voluntaries for organ: Tillägnade Dag Nilsson (1986-1990): Gavotte in the style of E.H. Thiman, op. 33 nr 1
- Pastorale  op. 33 nr 2
- Adagio  op. 33 nr 3
- Allegro Energico op. 33  nr 4
- Trois Marches: Marche de fête (1987) Marche réligieuse, Marche pontificale (ofullbordade) op. 34
- Orgelsymfoni nr 3, E-moll, Symphonie élégiaque  (1973–1990) op. 35
- The knobs and pipes forever, Festival March for Organ, Humoresk (1990–1992) op. 36
- Six Preludes, Intrada (Festpolonäs) Andante in F,  Gavotte No 2, Pastorale, Scherzetto, Finale (ofullbordade) op. 37
- Orgelsymfoni nr 4, A-dur, A Festival Symphony, komp. till återinvigningen av orgeln i Matteus kyrka, Norrköping, 1992 (1990–1992) Tillägnad Kenneth James in memoriam,  op. 38
- A Christmas rhapsody,  Julrapsodi för orgel över välkända psalmer och sånger (1994) op. 39
- Orgelsymfoni nr 5, G-moll, Retrospection (1977–2002)  op. 40
- Orgelsymfoni nr 6, C-dur, Enigma (1995–2001) Tillägnad Märtha Hellsing-Olsson, op. 41
- Gustaf Adolfsdagen, nostalgisk fantasi för orgel tillägnad Erik Erling in memoriam (1996, 1999) op. 42
- Om sommaren sköna, nostalgisk fantasi för orgel (med klockspel), variationer över en folkvisa från Dalarna (2000) op. 43
- Sånger för en röst och orgel: Ett har jag begärt av Herren (Psalt. 27:4-6) (2000) Hur dyrbar är icke din nåd (Psalt. 36) (2000) op. 44
- 72 Koralimprovisationer: Koralfantasier, koralbearbetningar i Karg–Elerts anda och efterföljd, i olika stilar, former och tekniker, såsom klassiska orgelkoraler, toccator, passacaglior, symfoniska stycken och konsertfantasier (2000–2011) op. 45-47
- Luther, sex meditationer för orgel  i Otto Mallings anda och efterföljd, en pendang till dennes svit Paulus, en orgelmässa med Kyrie, Gloria, Credo, Sanctus, Agnus Dei, som bygger på koraler av Luther respektive från hans tid
- Orgelsviten Six Sketches from the Lake of One, Suite Humoresque, homage to Karg-Elert: Morning Meditation (bygger på Din klara sol går åter opp), The Soul of the Cottage (Fugato över Gunnar Wennerbergs Här är gudagott att vara), Midsummer Melancholy, Cat´s Fugue, St Lambert´s Hymn to the Moon, The rising water
- Orgelsymfoni nr 7, B-moll, (ofullbordad) en färdigställd sats är en kvadrupelfuga, tänkt som Final

## Diskografi
- Henrik Cervin: Orgel Gustavi Domkyrka Göteborg | Medverkar gör  Elgenmarks I denna ljuva sommartid  Opus 3 Records – 8307 (1983)[49]
- Tre organister i Norrköping | Medverkar gör: Olle Elgenmark, Bengt-Göran Sköld och Hans Zimmergren. (2000)[50]
- Ralph Gustafsson – Orgeln i Sofia kyrka, Stockholm  | Med på CD:n är  Olle Elgenmarks Orgelsymfoni nr 2,  Sinfonia Breve (Ictus musikproduktion, 2018)[51]